# مطار قسطموني
مطار قسطموني (بالتركية: Kastamonu Havalimanı)‏ هو مطار يقع في مدينة قسطموني، تركيا. تم افتتاحه في 5 يوليو 2013 مع وصول أول رحلة للخطوط الجوية التركية من إسطنبول.

## شركات الطيران
| شركـات طيـران         | الوجهات                 |
| --------------------- | ----------------------- |
| خطوط بيغاسوس          | مطار صبيحة كوكجن الدولي |
| الخطوط الجوية التركية | مطار إسطنبول الدولي     |